# Quettreville-sur-Sienne
Quettreville-sur-Sienne is een gemeente in het Franse departement Manche (regio Normandië). De plaats maakt deel uit van het arrondissement Coutances. Quettreville-sur-Sienne telde op 1 januari 2022 3.181 inwoners.

## Geschiedenis
De gemeente kreeg de status van commune nouvelle toen op 1 januari 2016 de buurgemeente Hyenville werd opgenomen als commune déléguée. Op 1 januari 2019 werden ook Contrières, Guéhébert, Hérenguerville en Trelly communes déléguées van Quettreville-sur-Sienne.

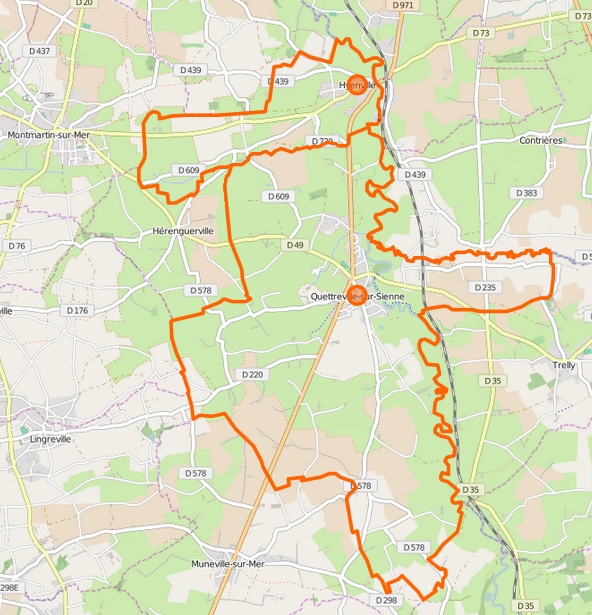
De gemeente in 2016
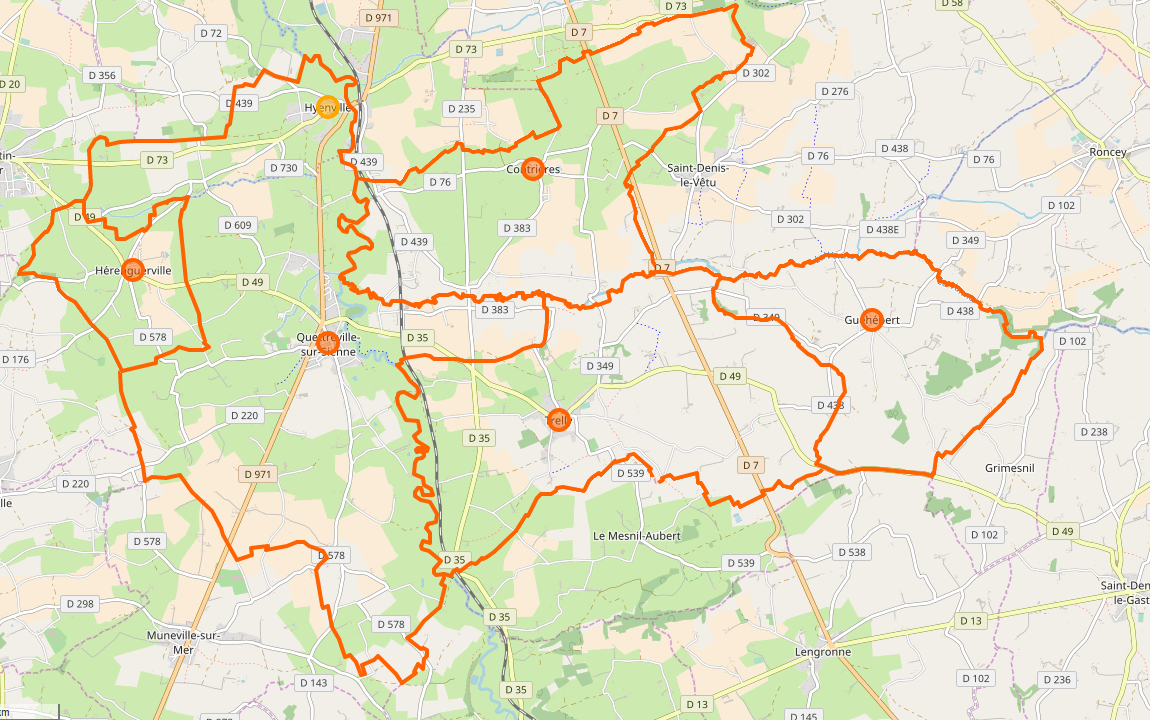
De situatie na 2019

## Geografie
De oppervlakte van Quettreville-sur-Sienne bedroeg op 1 januari 2022 49,42 vierkante kilometer; de bevolkingsdichtheid was toen 64,4 inwoners per km².

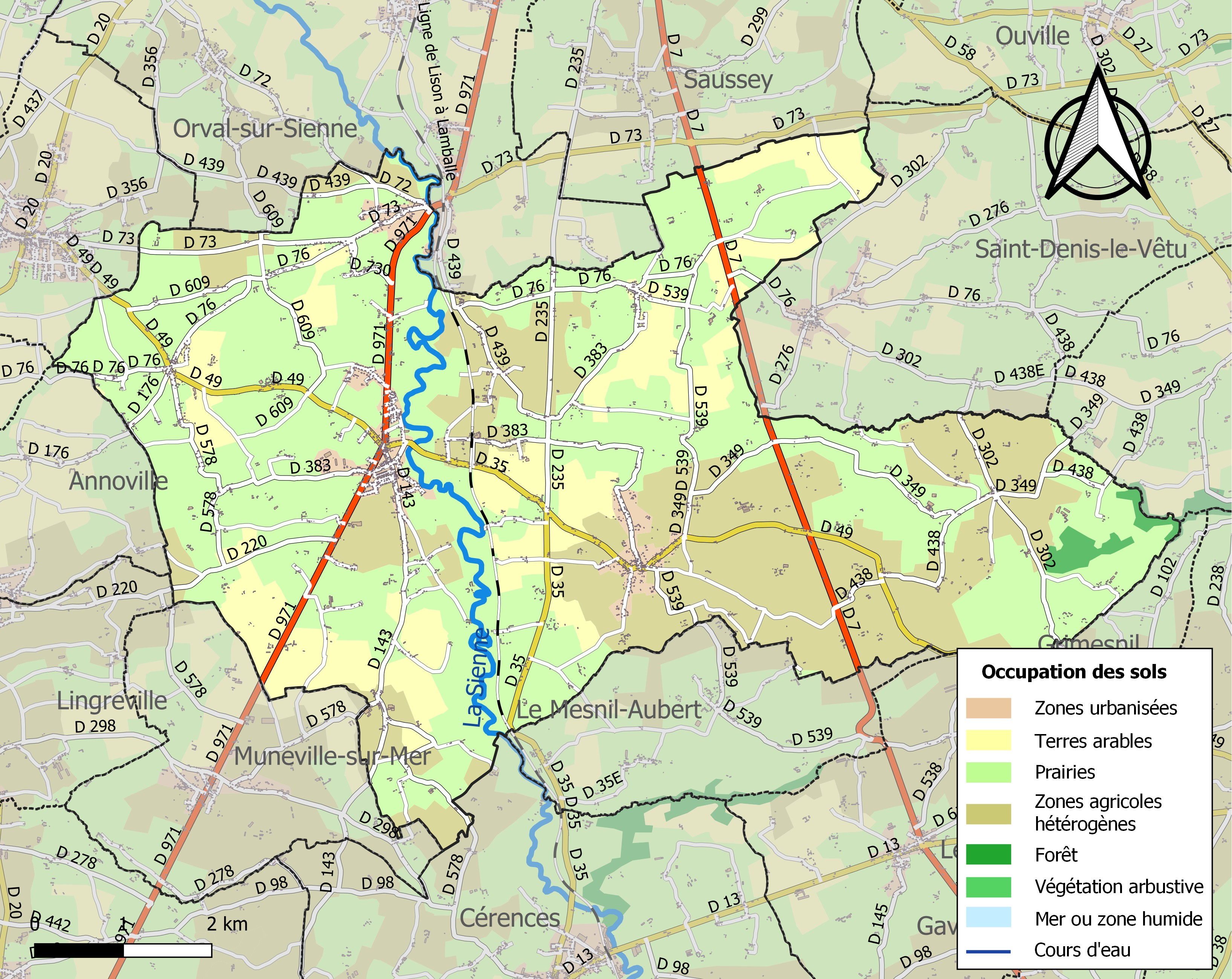
Kaart van de gemeente met de belangrijkste infrastructuur, bodemgebruik en omliggende gemeenten

## Demografie
Onderstaande figuur toont het verloop van het inwonertal (bron: INSEE-tellingen).

Contrières · Guéhébert · Hérenguerville · Hyenville · Quettreville-sur-Sienne · Trelly